# Lutka
Lutka je umetno izdelana figura, ki večinoma, ne pa nujno - predstavlja osebo ali žival v okviru različnih prestavitev. Obstajajo številne vrst lutk, ki so uporabljene v okviru (lutkovnega) gledališča, televizijske ali filmske produkcije, kot krojaške lutke v izložbah trgovin (model človeškega trupa za pomerjanje oblačil), itd. Lutke so lahko premične ali nepremične. Premične se delijo na ročne lutke (nataknejo se na prste roke), senčne lutke (vidna je samo njihova senca na platnu), marioneta ali viseča lutka (lutka na nitkah), in drugo.